# Demospel till PlayStation Portable
Demonstrationsspel till Playstation Portable kan laddas ned från Internet och sparas på ett Memory Stick Duo. Storleken på ett demospel brukar ligga runt eller strax under 10 Mbyte, det finns dock undantag t.ex. MLB 07 The Show som är hela 156 Mbyte stort. Dessa kan sedan spelas som om de vore UMD-spel. Det finns även exempel på demospel som släppts på UMD-media och skickats ut till användare av konsolen, dessa har dock endast givits ut i begränsade omfattningar. Om ett japanskt demospel spelas på en icke-japansk spelkonsol eller vice versa, finns risk att symbolkontrollernas funktioner kan vara omkastade.

## Lista på demospel
Nedan följer en lista med nedladdningsbara och UMD-distribuerade spel till Playstation Portable:

| Speltitel                    | Nedladdningsbar | UMD-distribution | Amerikansk engelska | Brittisk engelska | Japanska | Koreanska | Spanska | Franska |
| ---------------------------- | --------------- | ---------------- | ------------------- | ----------------- | -------- | --------- | ------- | ------- |
| Ape Escape Academy 2         | Ja              | Nej              | Nej                 | Ja                | Nej      | Nej       | Nej     | Nej     |
| Ape Escape Racers            | Ja              | Nej              | Nej                 | Nej               | Ja       | Nej       | Nej     | Nej     |
| Blocks Club with Bumpy Trot  | Ja              | Nej              | Nej                 | Nej               | Ja       | Nej       | Nej     | Nej     |
| Bounty Hounds                | Ja              | Nej              | Nej                 | Nej               | Ja       | Nej       | Nej     | Nej     |
| Daxter                       | Nej             | Ja               | Ja                  | Nej               | Nej      | Nej       | Nej     | Nej     |
| Full Auto 2                  | Ja              | Nej              | Ja                  | Nej               | Nej      | Nej       | Nej     | Nej     |
| Gangs of London              | Nej             | Ja               | Ja                  | Nej               | Nej      | Nej       | Nej     | Nej     |
| Go! Sudoku                   | Ja              | Ja               | Nej                 | Nej               | Ja       | Nej       | Nej     | Nej     |
| Killzone Liberation          | Ja              | Ja               | Ja                  | Nej               | Nej      | Nej       | Nej     | Nej     |
| Lemmings                     | Nej             | Ja               | Ja                  | Nej               | Nej      | Nej       | Nej     | Nej     |
| LocoRoco                     | Ja              | Ja               | Ja                  | Ja                | Ja       | Ja        | Ja      | Ja      |
| LocoRoco Demo 2              | Ja              | Nej              | Nej                 | Nej               | Ja       | Nej       | Nej     | Nej     |
| LocoRoco Halloween Demo      | Ja              | Nej              | Ja                  | Ja                | Ja       | Ja        | Ja      | Ja      |
| LocoRoco Christmas Demo      | Ja              | Nej              | Ja                  | Ja                | Ja       | Ja        | Ja      | Ja      |
| LocoRoco Demo 5              | Ja              | Nej              | Nej                 | Nej               | Ja       | Nej       | Nej     | Nej     |
| Lumines 2                    | Ja              | Nej              | Nej                 | Nej               | Ja       | Nej       | Nej     | Nej     |
| Medal of Honor: Heroes       | Ja              | Nej              | Nej                 | Ja                | Nej      | Nej       | Nej     | Nej     |
| Mercury Meltdown             | Ja              | Nej              | Ja                  | Nej               | Ja       | Nej       | Nej     | Nej     |
| Metal Gear Solid             | Ja              | Nej              | Ja                  | Nej               | Nej      | Nej       | Ja      | Ja      |
| MLB 07 The Show              | Ja              | Nej              | Ja                  | Nej               | Nej      | Nej       | Nej     | Nej     |
| MotoGP                       | Ja              | Nej              | Nej                 | Ja                | Nej      | Nej       | Nej     | Nej     |
| NBA 07                       | Ja              | Ja               | Nej                 | Ja                | Nej      | Nej       | Nej     | Nej     |
| Pursuit Force                | Nej             | Ja               | Ja                  | Nej               | Nej      | Nej       | Nej     | Nej     |
| Ridge Racer 2                | Ja              | Nej              | Nej                 | Ja                | Nej      | Nej       | Nej     | Nej     |
| Demoskiva för PSP Vol.1      | Nej             | Ja               | Ja                  | Nej               | Nej      | Nej       | Nej     | Nej     |
| Syphon Filter: Dark Mirror   | Ja              | Ja               | Ja                  | Nej               | Nej      | Nej       | Nej     | Nej     |
| Thinking Exit (Exit 2)       | Ja              | Nej              | Nej                 | Nej               | Ja       | Nej       | Nej     | Nej     |
| TOCA Race Driver 3 Challenge | Ja              | Nej              | Nej                 | Ja                | Nej      | Nej       | Nej     | Nej     |
| World Tour Soccer 06         | Ja              | Ja               | Ja                  | Nej               | Nej      | Nej       | Nej     | Nej     |
| World Tour Soccer 2          | Ja              | Nej              | Nej                 | Ja                | Nej      | Nej       | Nej     | Nej     |

### Fotnoter
1. ↑  Andrew Yoon. ”MLB 07 The Show downloadable demo”. PSP Fanboy. Arkiverad från originalet den 4 januari 2013. https://archive.is/20130104104957/http://www.us.playstation.joystiq.com/2007/05/02/mlb-07-the-show-downloadable-demo/. Hämtad 2007-05-02

### Webbkällor
- (engelska) Engelska Wikipedias artikel: En äldre version som använts och en nyare version som använts
- (tyska) Tyska Wikipedias artikel Playstation Portable
- (svenska) Playstation Portables officiella webbplats: playstation.com/psp/
- (engelska) PSP-vault: psp-vault.com
- (engelska) Playstation.com PSP: playstation.com
- (engelska) "Champagne Gold" källa:psp-vault.com
- (engelska) Systemprogramvara 2.00 källa: psp.ign.com
- (engelska) Portable TV källa: psp.ign.com